# Cantó de Saint-Étienne-Nord-Est-1
El cantó de Saint-Étienne-Nord-Est-1 és un cantó francès del departament del Loira, situat al districte de Saint-Étienne. Compta amb part del municipi de Sant-Etiève.

## Municipis
- Sant-Etiève

## Història
| Data d'elecció                           | Identitat       | Partit           | Qualitat |
| ---------------------------------------- | --------------- | ---------------- | -------- |
| 1945-1979                                | Jean Saint-Cyr  | Divers droite    |          |
| 1967-1979                                | Michel Durafour | CR, després UDF  |          |
| 1979-1995                                | Christian Bail  | PSD, després RPR |          |
| 1995-2004                                | Guy Laforie     | MDC, després MRC |          |
| 2004-                                    | Régis Juanico   | PS               |          |
| les dades anteriors no són pas conegudes |                 |                  |          |
|                                          |                 |                  |          |